# Oppstrynsvatnet
L'Oppstrynsvatn (aussi désigné Strynsvatnet, Oppstrynsvatnet et Strynevatnet) est un lac de Norvège situé dans la commune de Stryn (Sogn og Fjordane). Alimenté par le Hjelledøla et l'Erdaselva, il s'étend sur 22,92 km2, à 29 m d'altitude. Sa profondeur maximale est de 230 m et sa longueur 38 km.

## Présentation
Il s'écoule par le Stryneelva, qui débouche à Stryn dans le Nordfjord.